# Jaume Alomar Florit
Jaume Alomar Florit (Sineu, 24 de desembre de 1937) va ser un ciclista mallorquí que va ser professional entre 1959 i 1968. Durant la seva carrera esportiva destaca el triomf en una etapa del Giro d'Itàlia de 1963. El seu germà Francesc també fou ciclista.

## Palmarès[4]
- 1961
  - 1r al Tour de l'Oise
  - Vencedor d'una etapa de la Volta a Catalunya
- 1963
  - 1r a la Copa Agostoni
  - Vencedor d'una etapa del Giro d'Itàlia
  - Vencedor de 2 etapes de la Volta a Andalusia
  - Vencedor d'una etapa de la Volta a Llevant
  - Vencedor de 2 etapes de la Volta a Catalunya
- 1964
  - 1r del Trofeu Masferrer (etapa de la Setmana Catalana)
- 1965
  - 1r a la Barcelona-Andorra
  - 1r del Trofeu Doctor Assalit (etapa de la Setmana Catalana)
  - Vencedor d'una etapa de la Volta a Llevant
  - Vencedor d'una etapa de la Volta a Mallorca
- 1966
  - 1r al GP Muñecas de Famosa
  - Vencedor d'una etapa de la Volta a Mallorca
- 1967
  - 1r del Trofeu Masferrer (etapa de la Setmana Catalana)
  - 1r del Trofeu Doctor Assalit (etapa de la Setmana Catalana)
  - Vencedor d'una etapa del Tour de Romandia
  - Vencedor d'una etapa de la Volta a Mallorca
- 1968
  - Vencedor d'una etapa de la Vuelta a los Valles Mineros

### Resultats a la Volta a Espanya
- 1963. 33è de la classificació general
- 1965. 24è de la classificació general
- 1966. Abandona

### Resultats al Tour de França
- 1961. Abandona (2a etapa)
- 1962. Abandona (19a etapa)
- 1967. Abandona (12a etapa)

### Resultats al Giro d'Itàlia
- 1963. 15è de la classificació general. Vencedor d'una etapa